# Lancrăm, Alba
Lancrăm (în germană Langendorf, în dialectul săsesc Lankenderf, în trad. "Satu-Lung", în maghiară Lámkerék) este o localitate componentă a municipiului Sebeș din județul Alba, Transilvania, România.

## Istoric
În secolul 16 câțiva boieri din Țara Românească, alungați în pribegie de politica dusă de Mircea Ciobanul, zidesc la Lancrăm o mănăstire în vremea și cu voia principelui Ioan Sigismund.
„Mănăstirea și vlădicia din Lancrăm fiind zidită după mărturia boierilor noștri cu voia craiului răposat de către Ioan Medereț, Radu Stolnic, Sava Vlădicul, jupâneasa Stănilă, Clucereasa Stancași Mihăilă Vistierul cu banii și pentru sufletele lor, pe când erau pribegiți pe acolo, rugăm ca și Măria-Ta să le mențineți în rânduiala lor depân’acum.”
„De departe însă, cel mai interesant și controversat personaj dintre ctitorii mănăstirii din Lancrăm este Sava Vlădicul, ce poate fi identificat cu episcopul Sava de Geoagiu. Biografia acestuia a fost intens discutată în istoriografia bisericească.La începutul secolului XX, istoricul Augustin Bunea era sigur de originea sa transilvăneană. Ulterior, după publicarea scrisorii din 16 mai 1572 a domnitorului Alexandru II Mircea către Ștefan Báthory, document în care vlădicul apare printreboierii pribegi, Ștefan Meteș va considera că Sava este venit din Țara Românescă.”
(citate din Ovidiu Ghenescu, Ctitorii mănăstirii din Lancrăm, sec. XVI)
Pe Harta Iosefină a Transilvaniei din 1769-1773 (Sectio 186) localitatea apare sub numele de "Langendorf v Lankerek" (v = vel = sau).
Până în anul 1968 localitatea Lancrăm a fost comună. 
Comuna Lancrăm a fost desființată prin legea Nr. 2 din 16 februarie 1968 privind organizarea administrativă a teritoriului Republicii Socialiste România.
Romul Grecu consideră că în Lancrăm au fost cinci iconari, membri ai aceleiași familii Costea. Primul iconar al familiei Costea este Nicolae Zugravu (Costea) ce apare la 1787 cu icoana "Adormirea Precistii". Al doilea iconar, Ion Costea, semnează la 1841 o icoană cu Iisus Hristos. Ion are doi fii: pe Nicolae Costea și pe Ilie Costea (1841- 1921). Un alt zugrav, descoperit de Gheorghe Pavelescu este Ion Costea, născut în 1891, nepot sau rudă a lui Ion Costea de la 1841 care, deși n-a zugrăvit niciodată icoane pe sticlă, a lăsat totuși 50 de tablouri cu subiecte religioase și laice.
(citat din Purcar Rustoiu, Ioana - Genealogia Zugravilor de Icoane Din Lancrăm, Alba)

## Obiective turistice

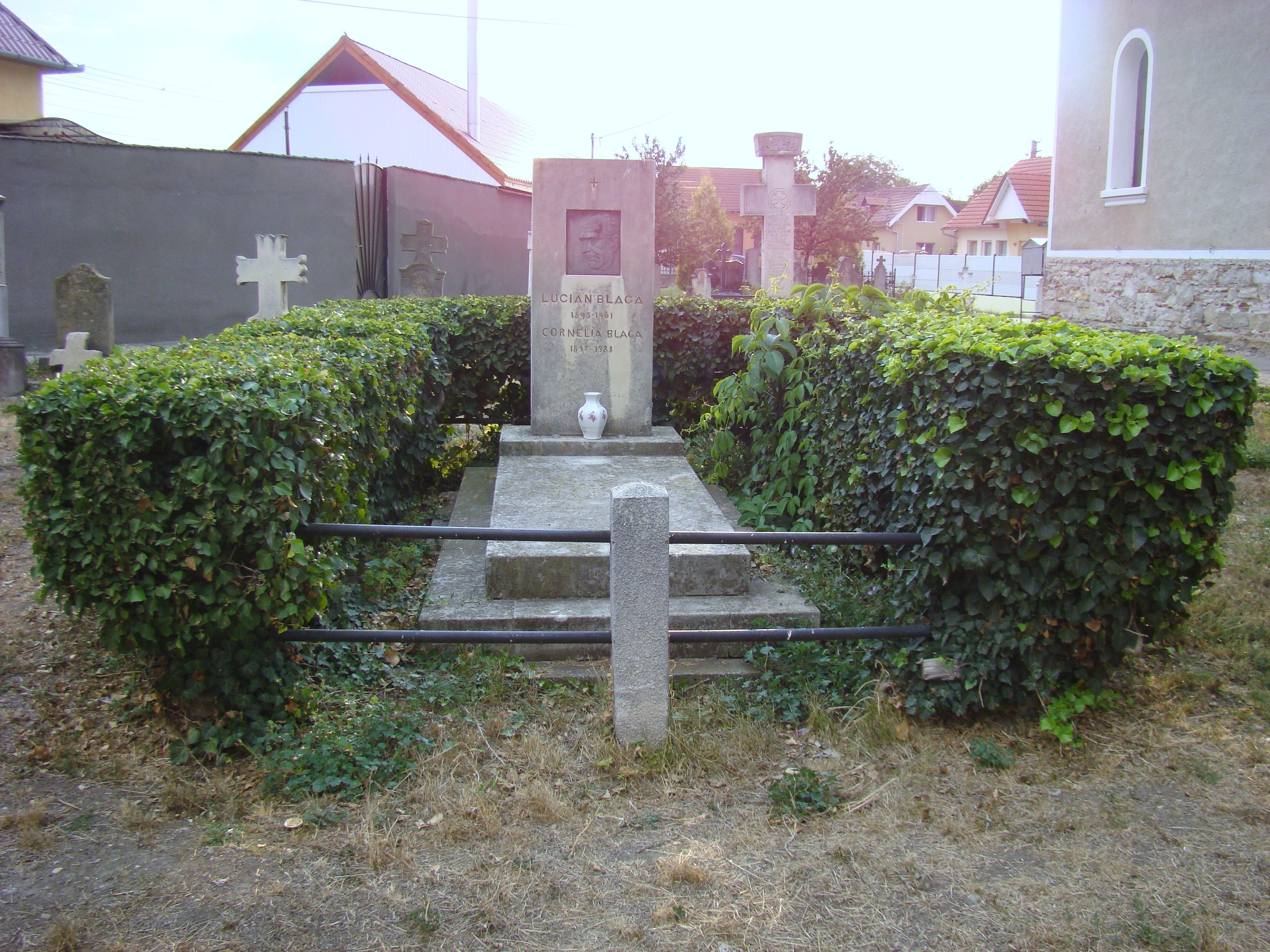
Mormântul lui Lucian Blaga

- Casa Memorială Lucian Blaga (cod LMI AB-IV-m-A-00422) este casa copilăriei poetului și filozofului Lucian Blaga. Adăpostește mobilier, fotografii, manuscrise, tablouri de familie și ediții princeps ale operei lui Blaga.
- Mormântul lui Lucian Blaga (cod LMI AB-IV-m-B-00413) se află amplasat în curtea Bisericii Ortodoxe.
- Statuia lui Lucian Blaga, situată la ieșirea înspre Alba Iulia.
- Monumentul Eroilor Români din Primul și Al Doilea Război Mondial. Obeliscul este amplasat în cimitir, fiind ridicat în anul 1924, pentru cinstirea memoriei eroilor români din cele Două Războaie Mondiale. Monumentul este realizat din marmură și beton, având o înălțime de 4 m, iar împrejmuirea este asigurată de un gard din zid și grilaj metalic. În partea superioară a obeliscului se află un înscris comemorativ: „Vitejilor morți pentru țară“, urmată de înscrisuri cu numele a 62 eroi români.
- Râpa Lancrămului, o formațiune asemănătoare cu Râpa Roșie, situată pe malul drept al Secașului Mare, în apropierea confluenței cu râul Sebeș.

## Personalități
- Lucian Blaga (1895-1961), poet, dramaturg și filosof român
- Dorli Blaga (1930-2021), intelectuală și scriitoare română, fiica poetului Lucian Blaga și a Corneliei Brediceanu
- Iosif Blaga (1864-1937), profesor, apoi director al Școalelor centrale române greco-ortodoxe din Brașov, publicist, teolog, deputat în Marea Adunare Națională de la Alba Iulia 1918
- Lionel Blaga (1885-1952), deputat în Marea Adunare Națională de la Alba Iulia 1918
- Ioan Henegariu (1864-1964), deputat în Marea Adunare Națională de la Alba Iulia 1918
- Traian Petrașcu (1881-1923), deputat în Marea Adunare Națională de la Alba Iulia 1918

## Imagini

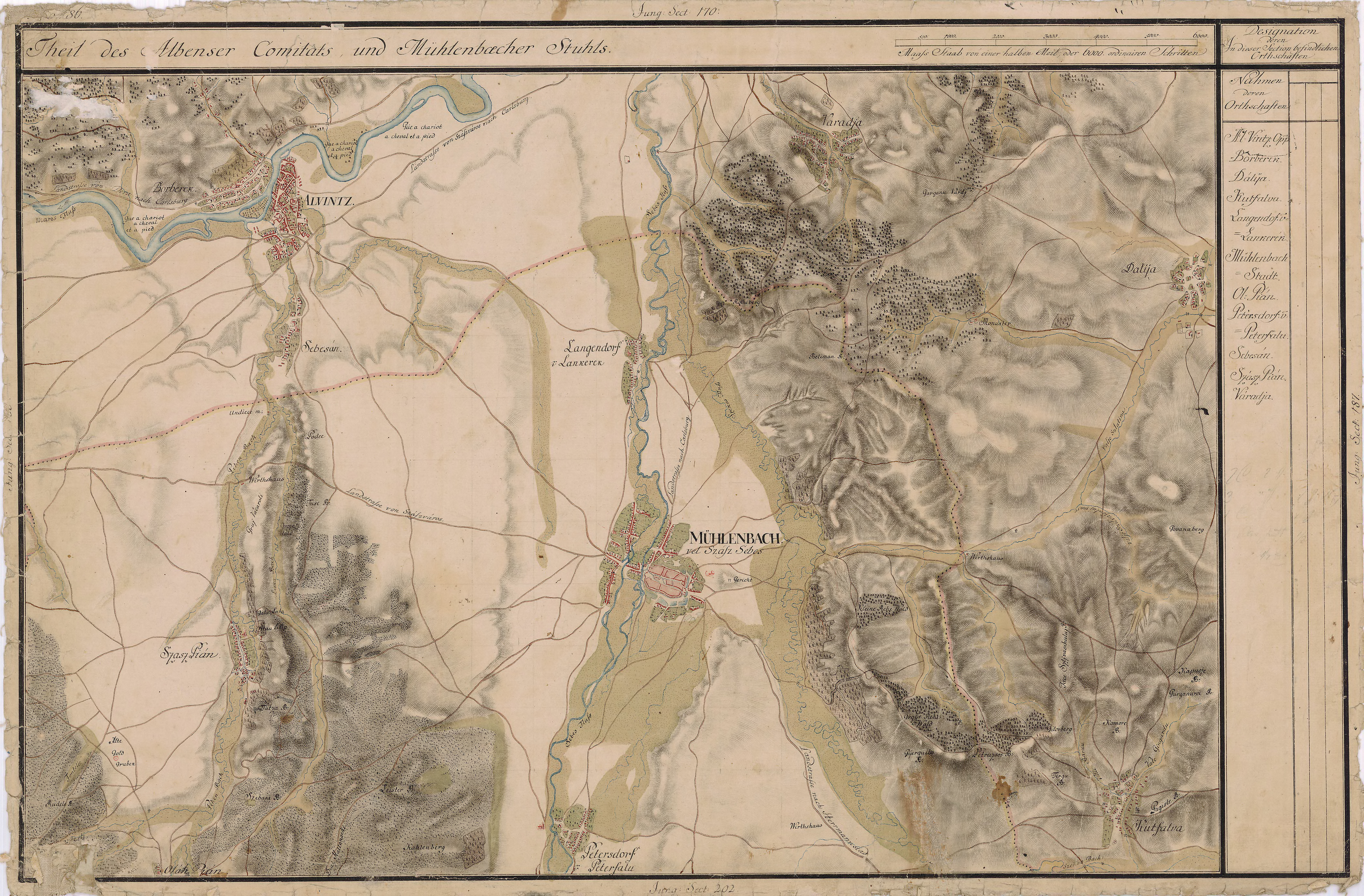
Lancrăm (Langendorf v Lankerek) pe Harta Iosefină a Transilvaniei, 1769-1773 (Sectio 186)
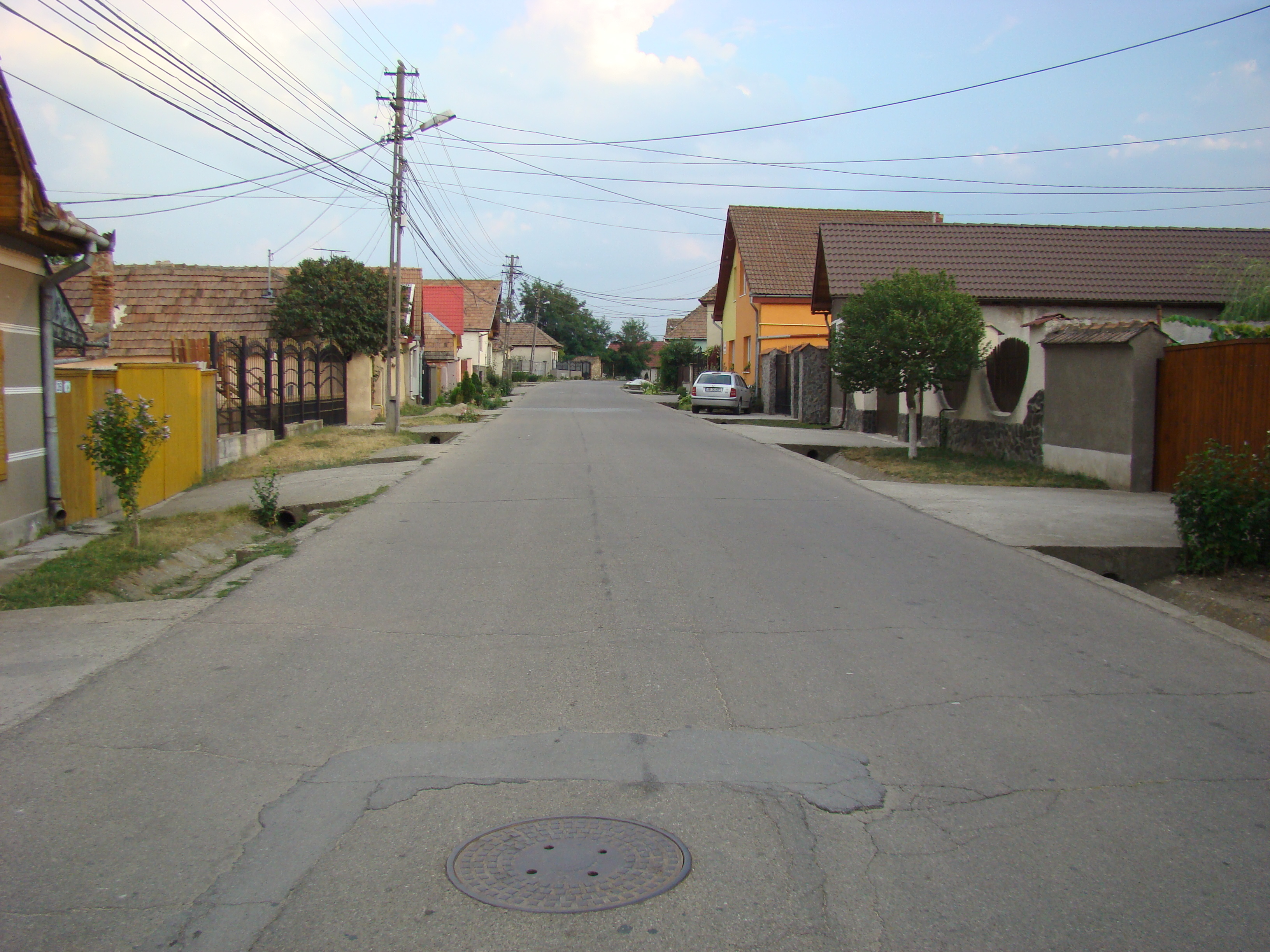
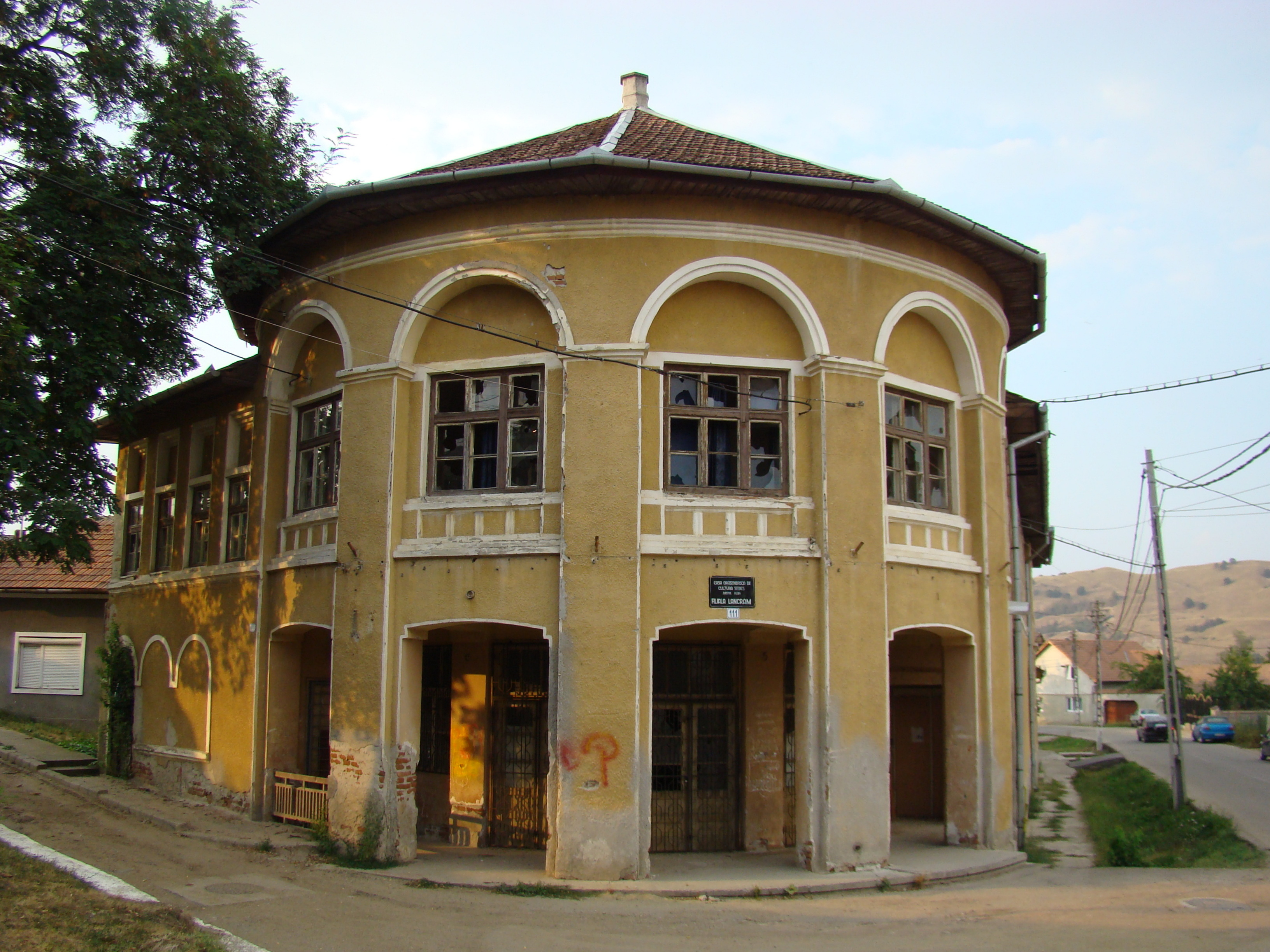
Fosta Casă de cultură
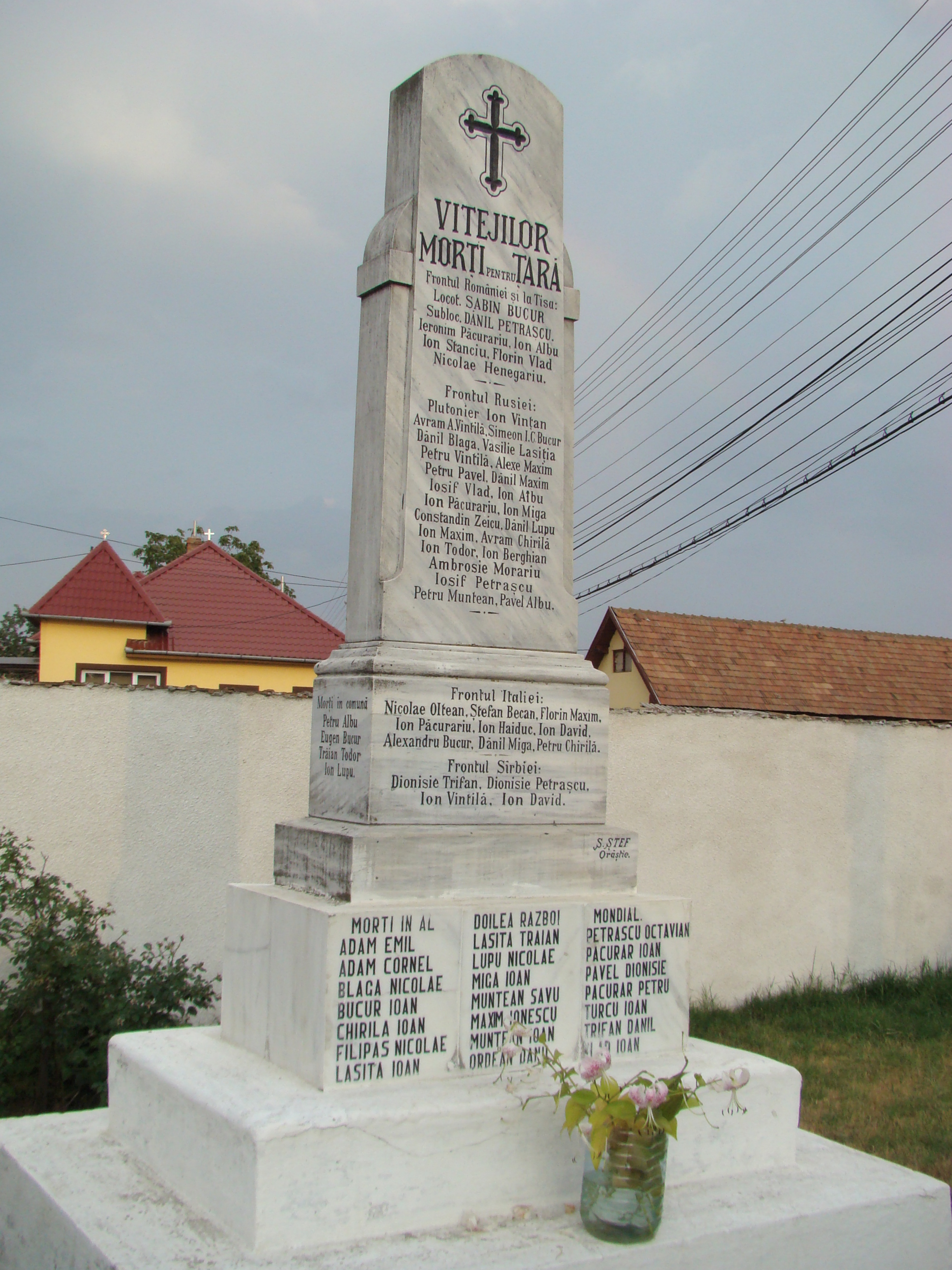
Monumentul Eroilor
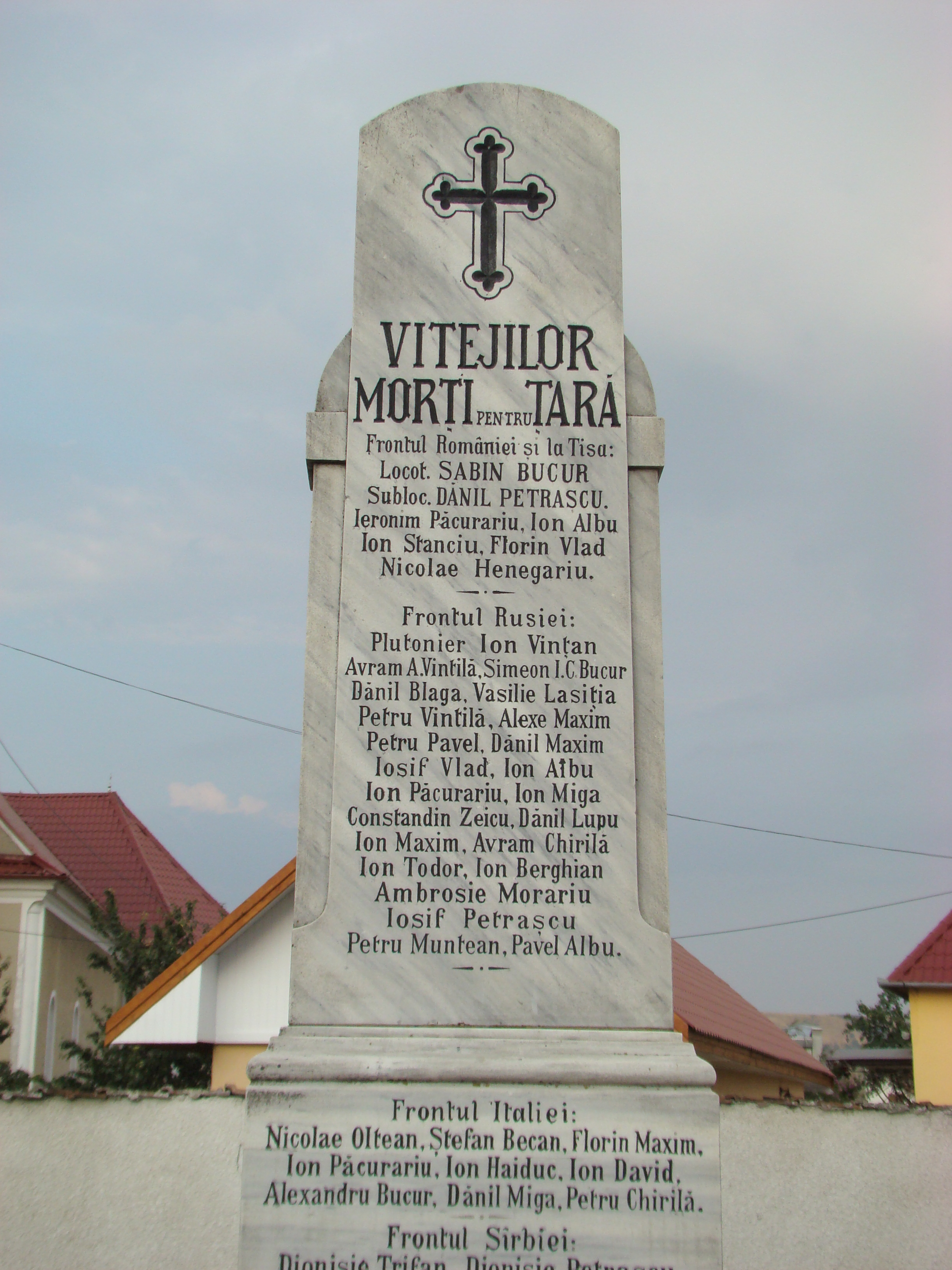
Monumentul Eroilor
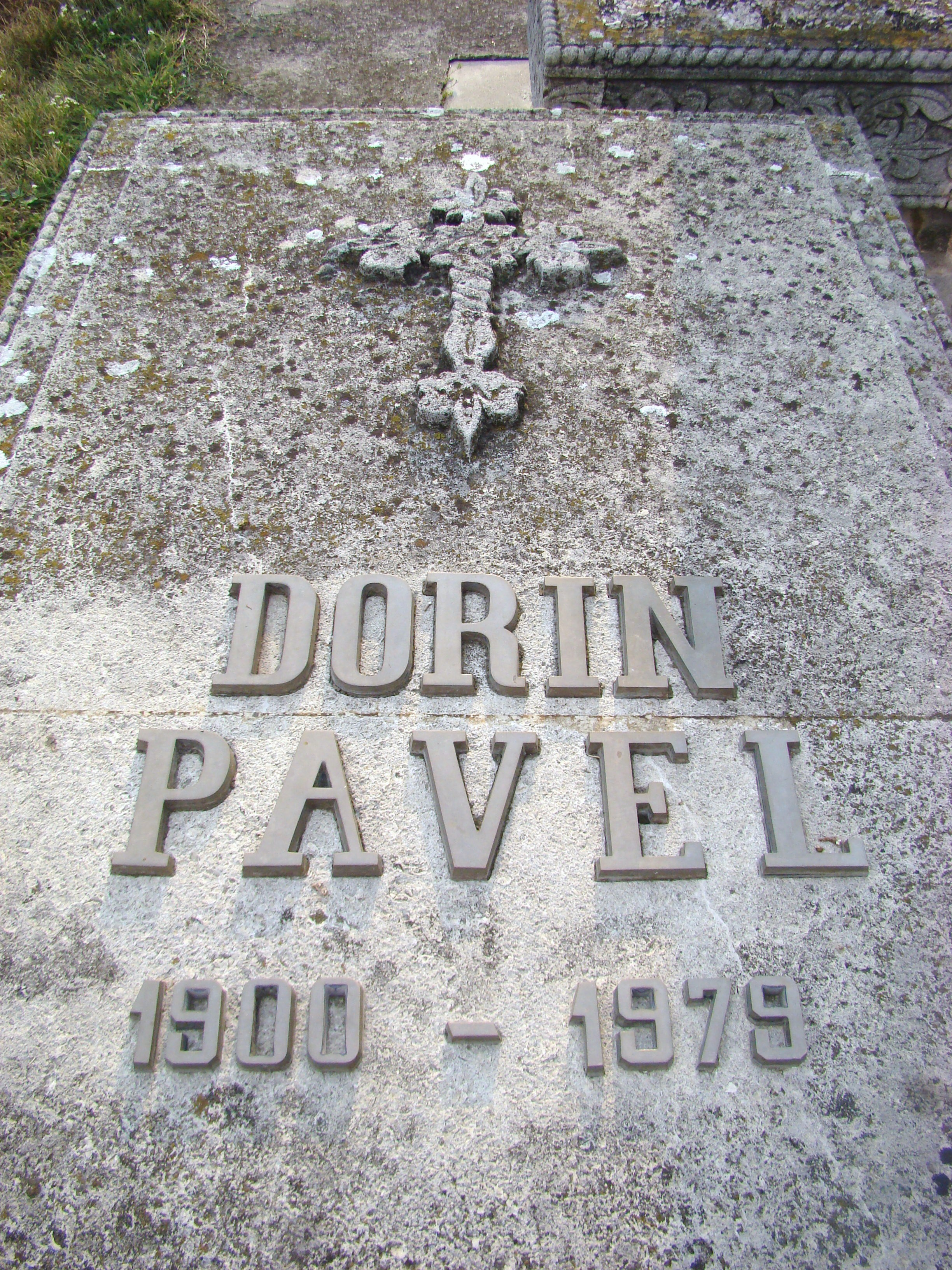
Mormântul profesoetului Dorin Pavel, părintele hidroenergeticii românești
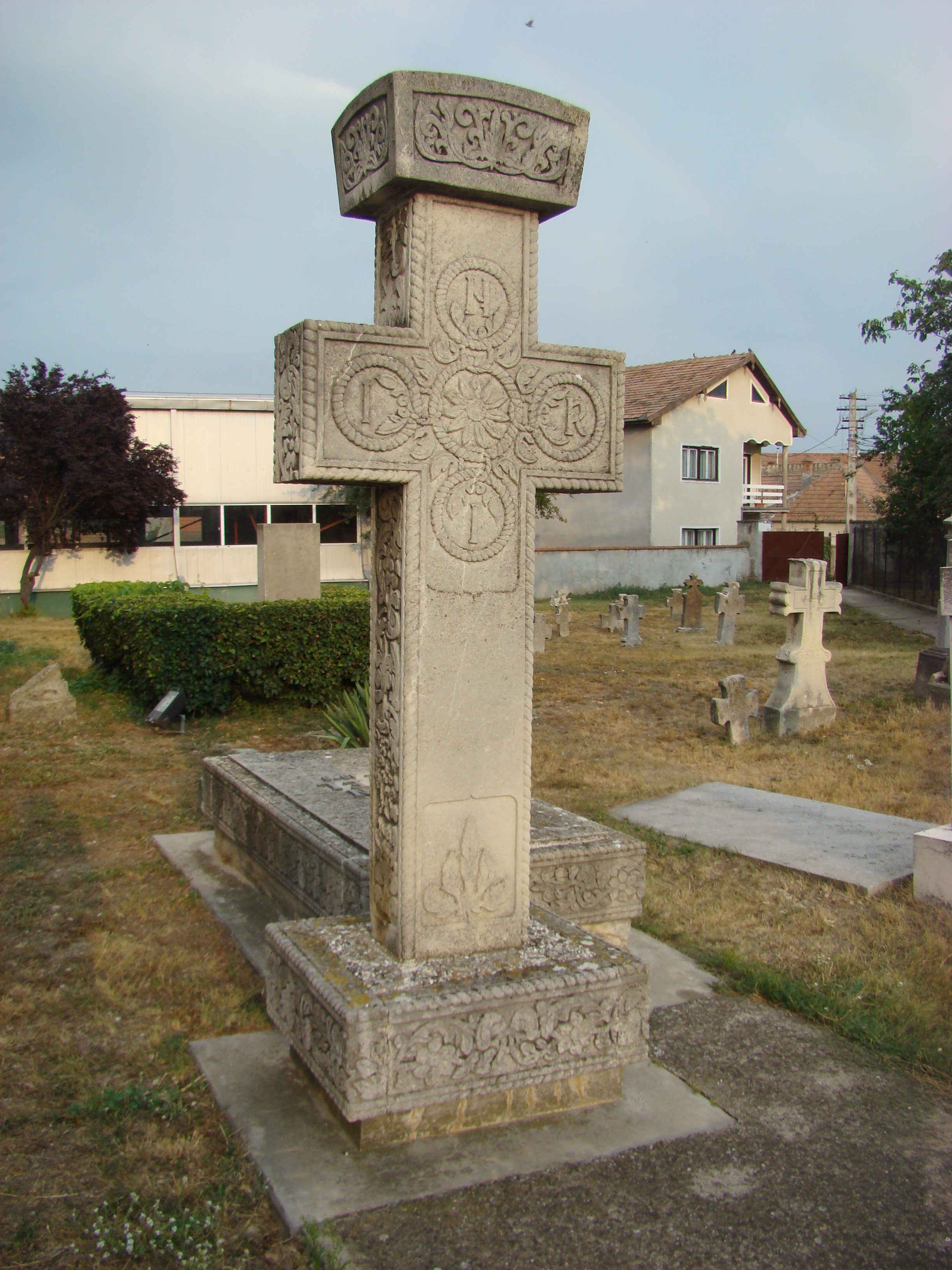
Mormântul profesorului Dorin Pavel, părintele hidroenergeticii românești
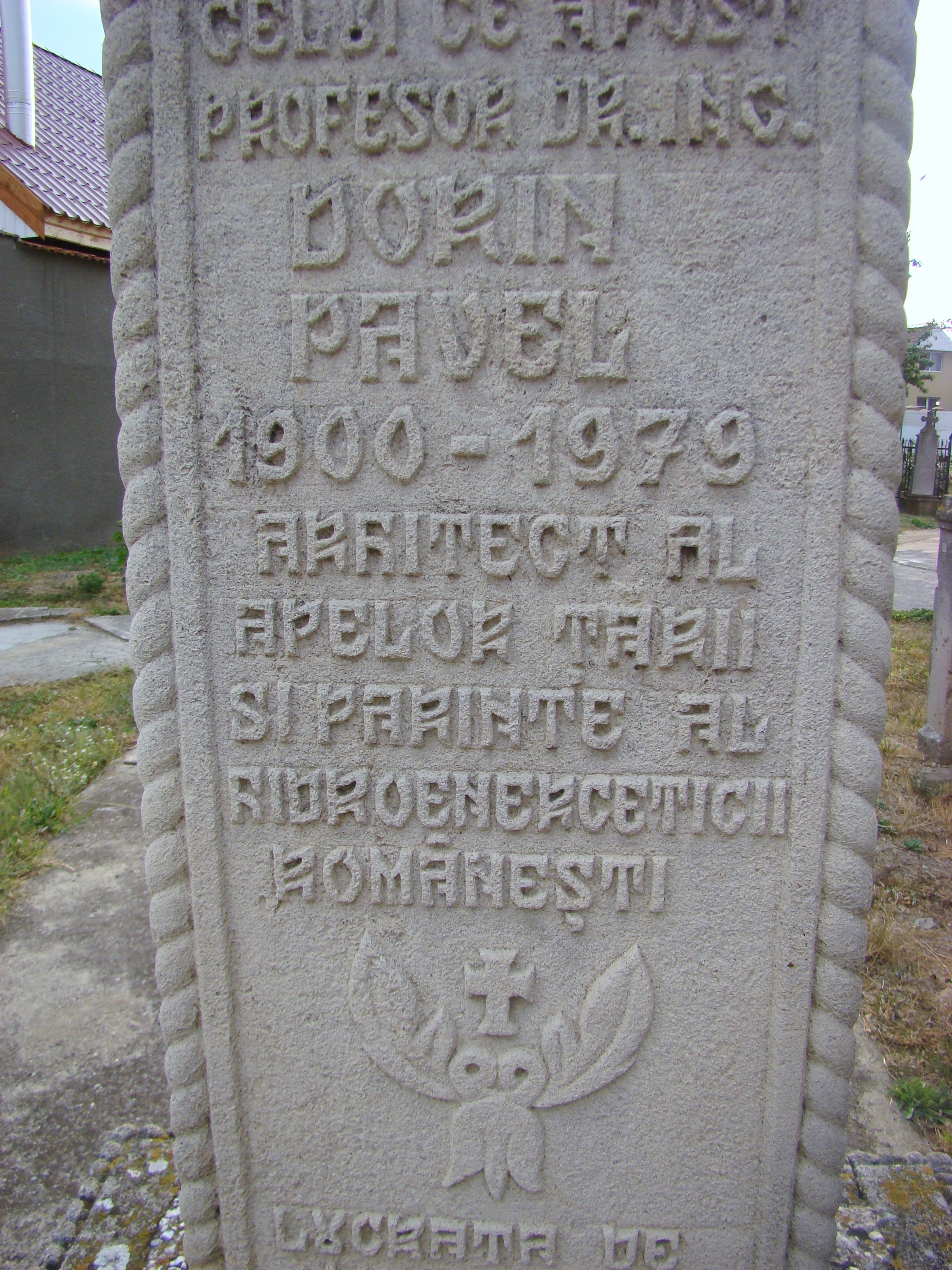
Mormântul academicianului Dorin Pavel, părintele hidroenergeticii românești
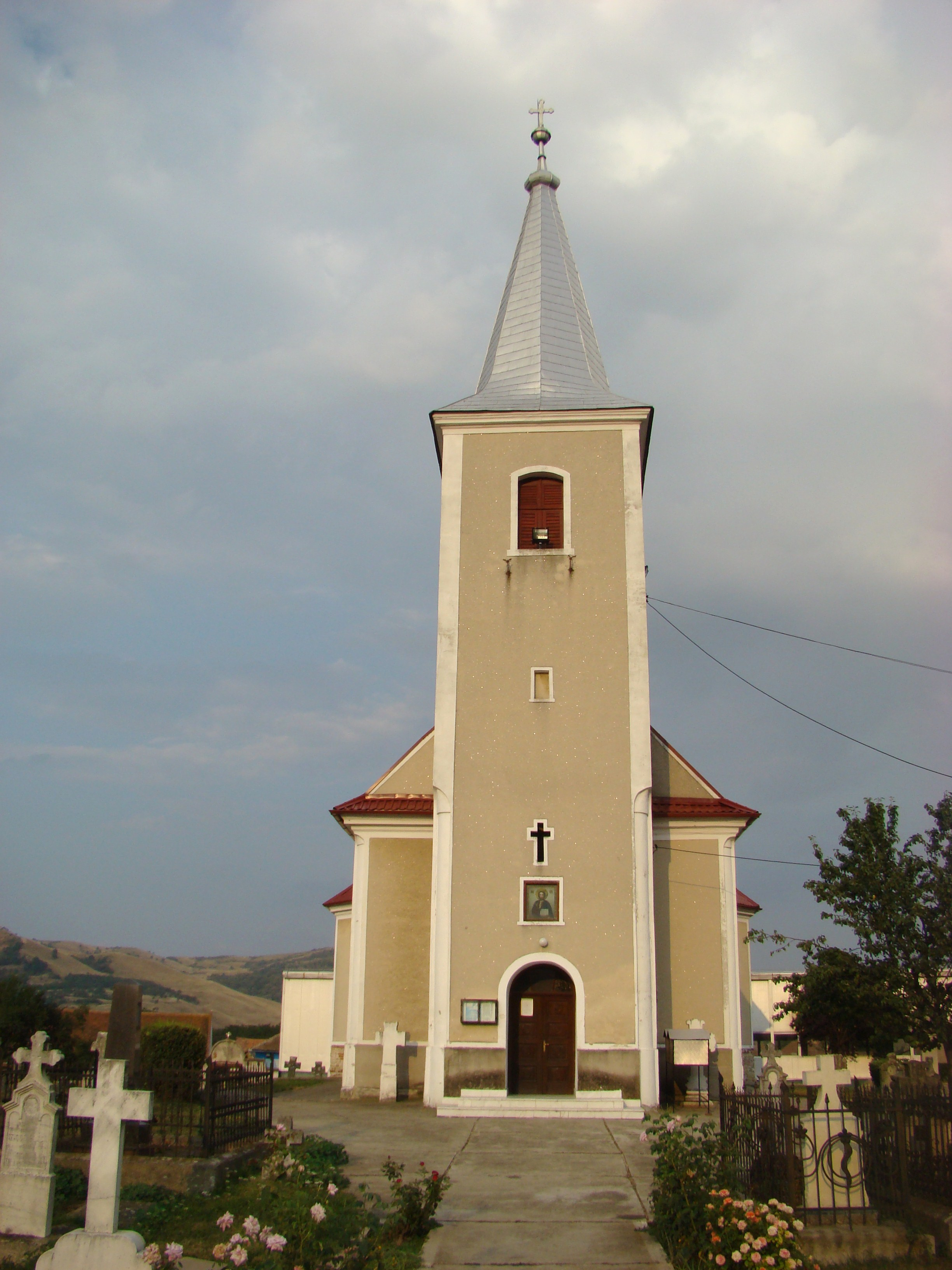
Biserica „Adormirea Maicii Domnului” (1760)
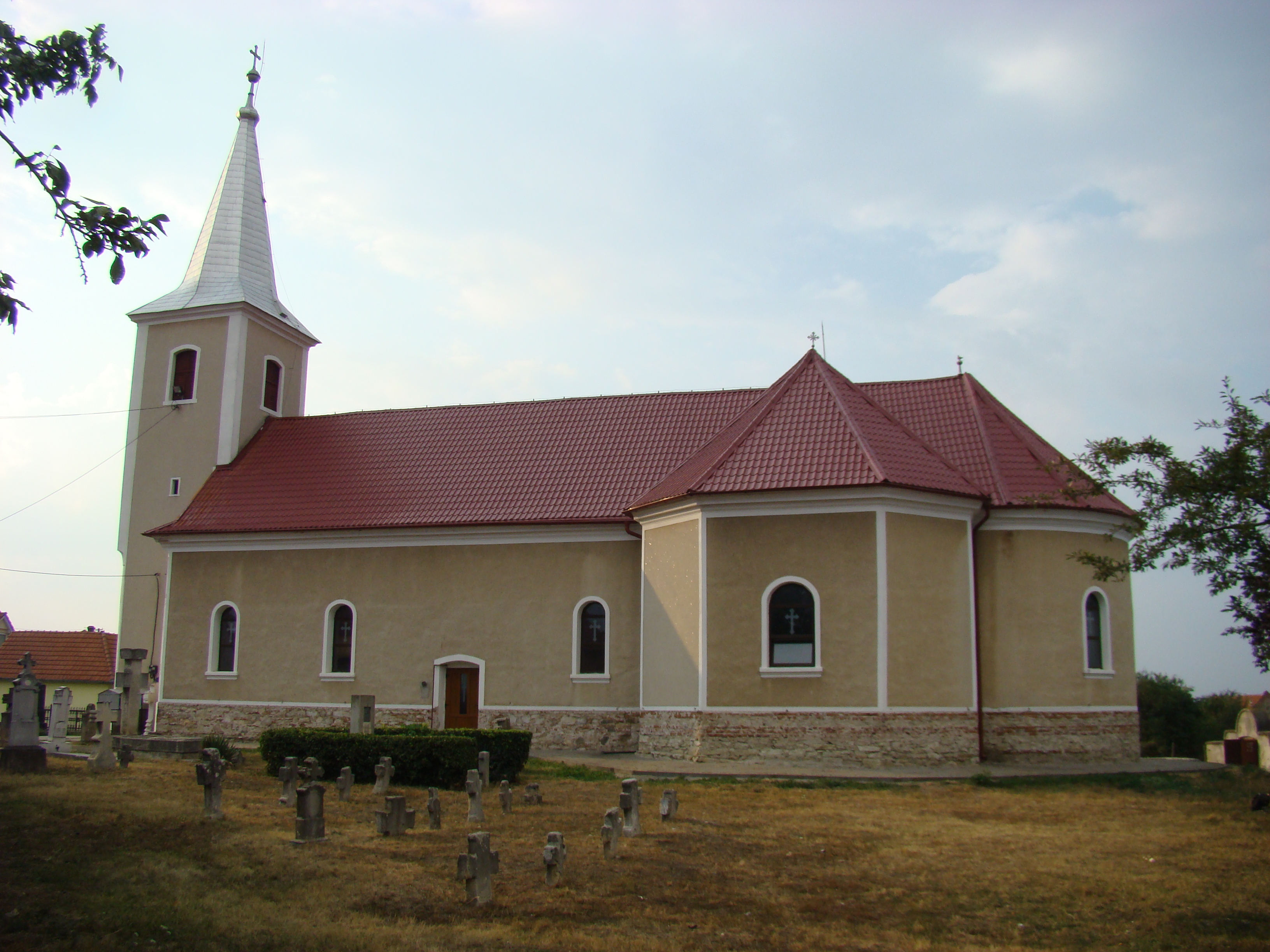
Biserica „Adormirea Maicii Domnului” (1760)
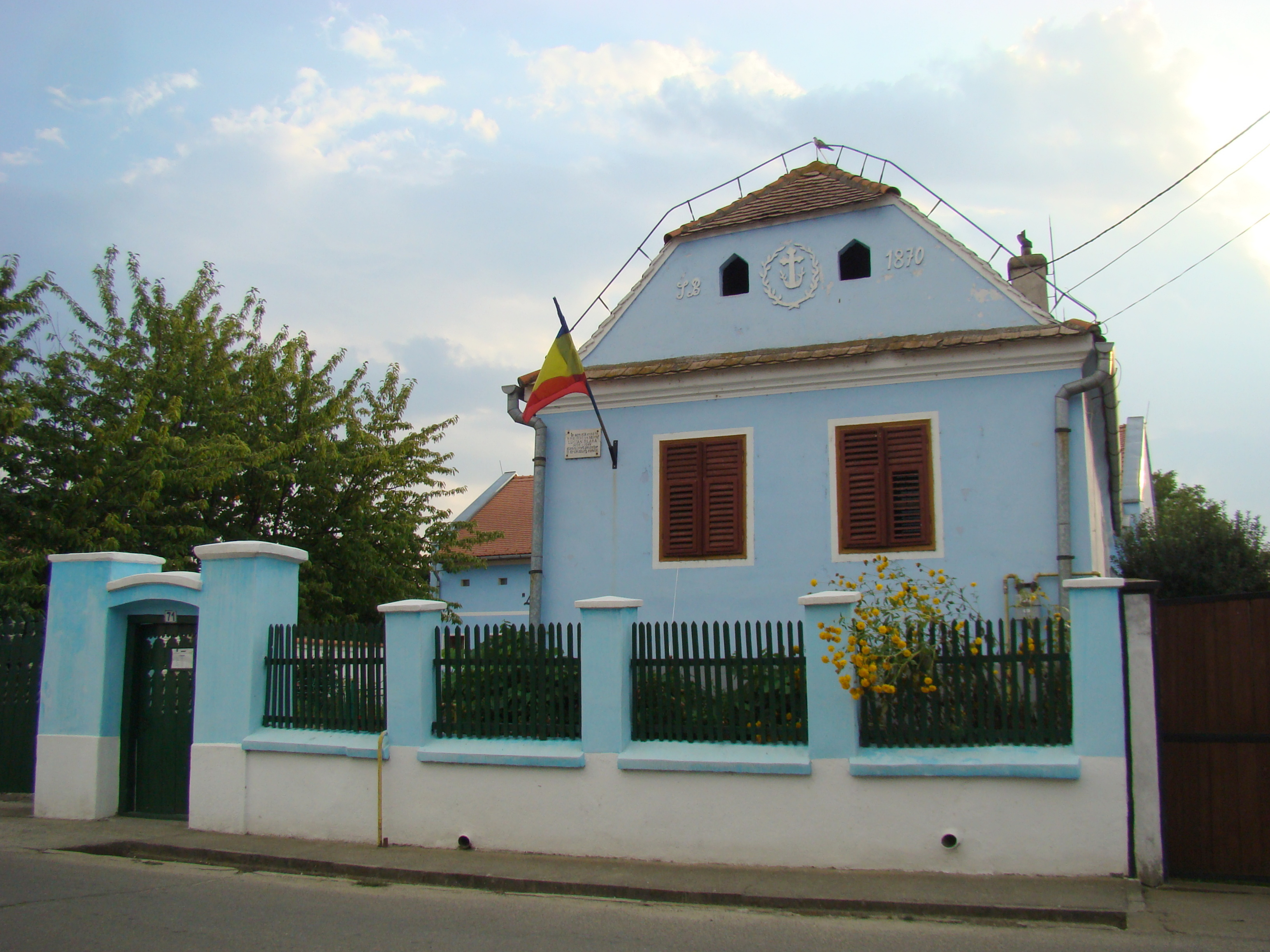
Casa natală a lui Lucian Blaga
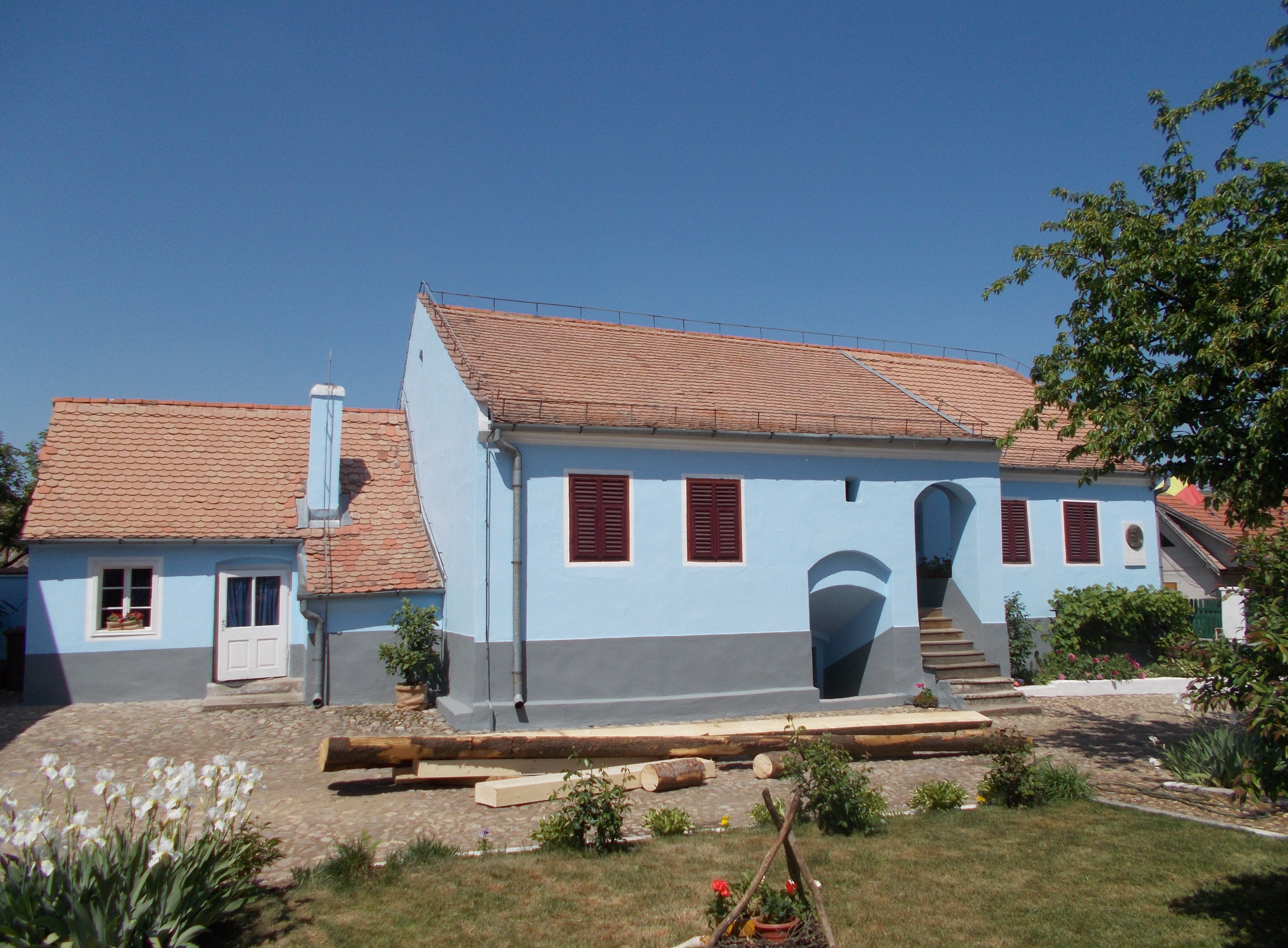
Casa natală a lui Lucian Blaga
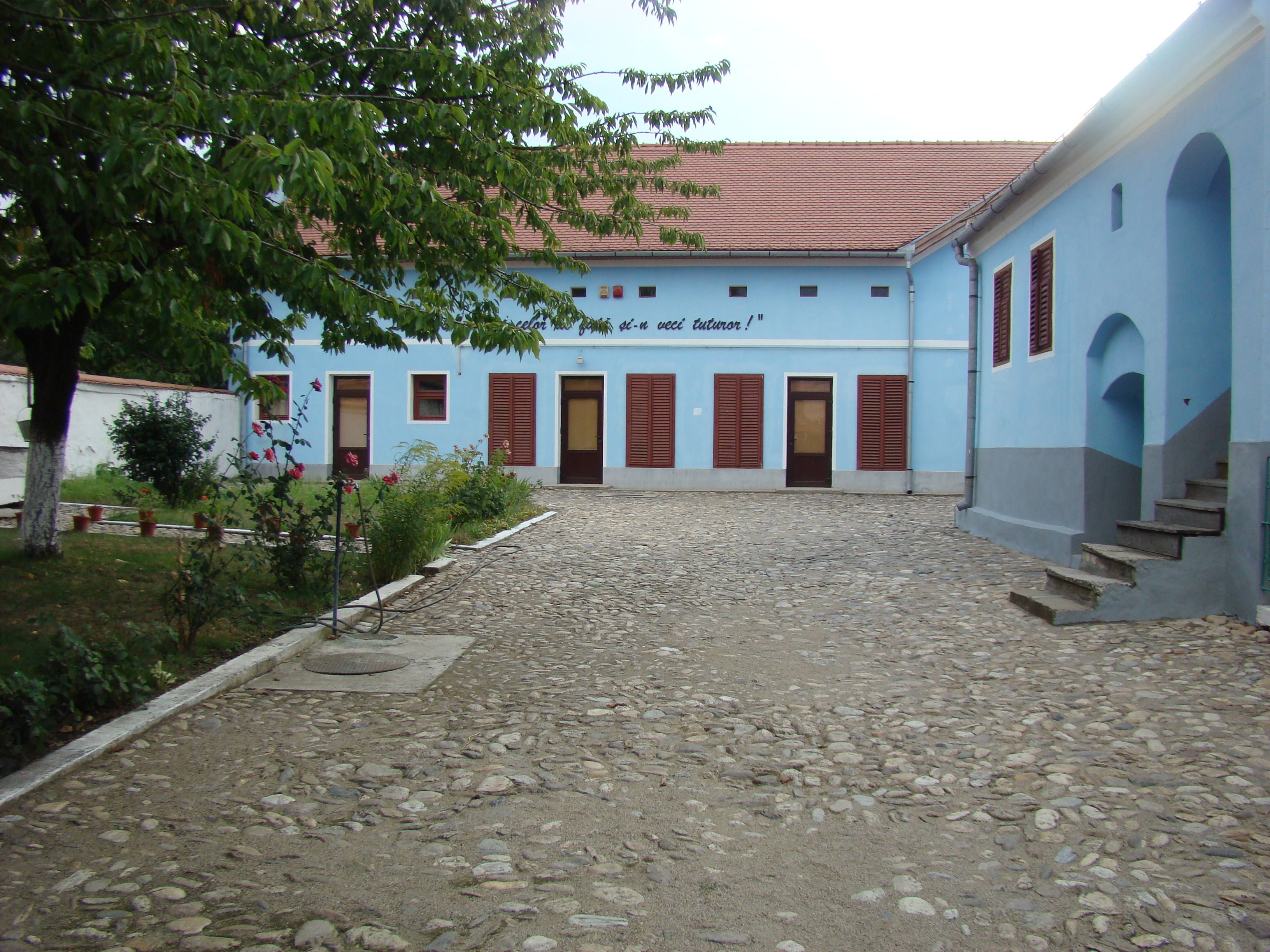
Casa natală a lui Lucian Blaga
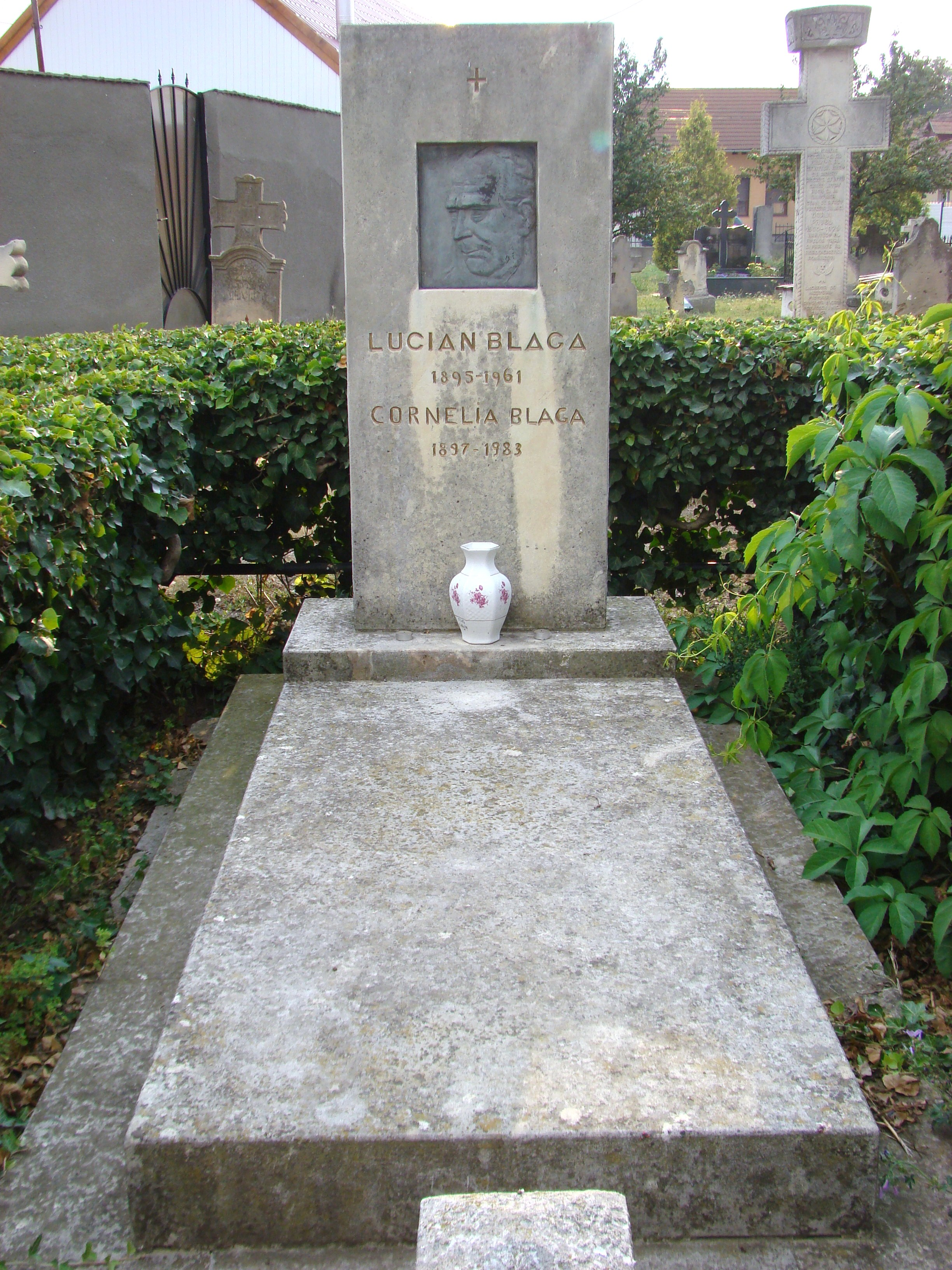
Mormântul lui Lucian Blaga
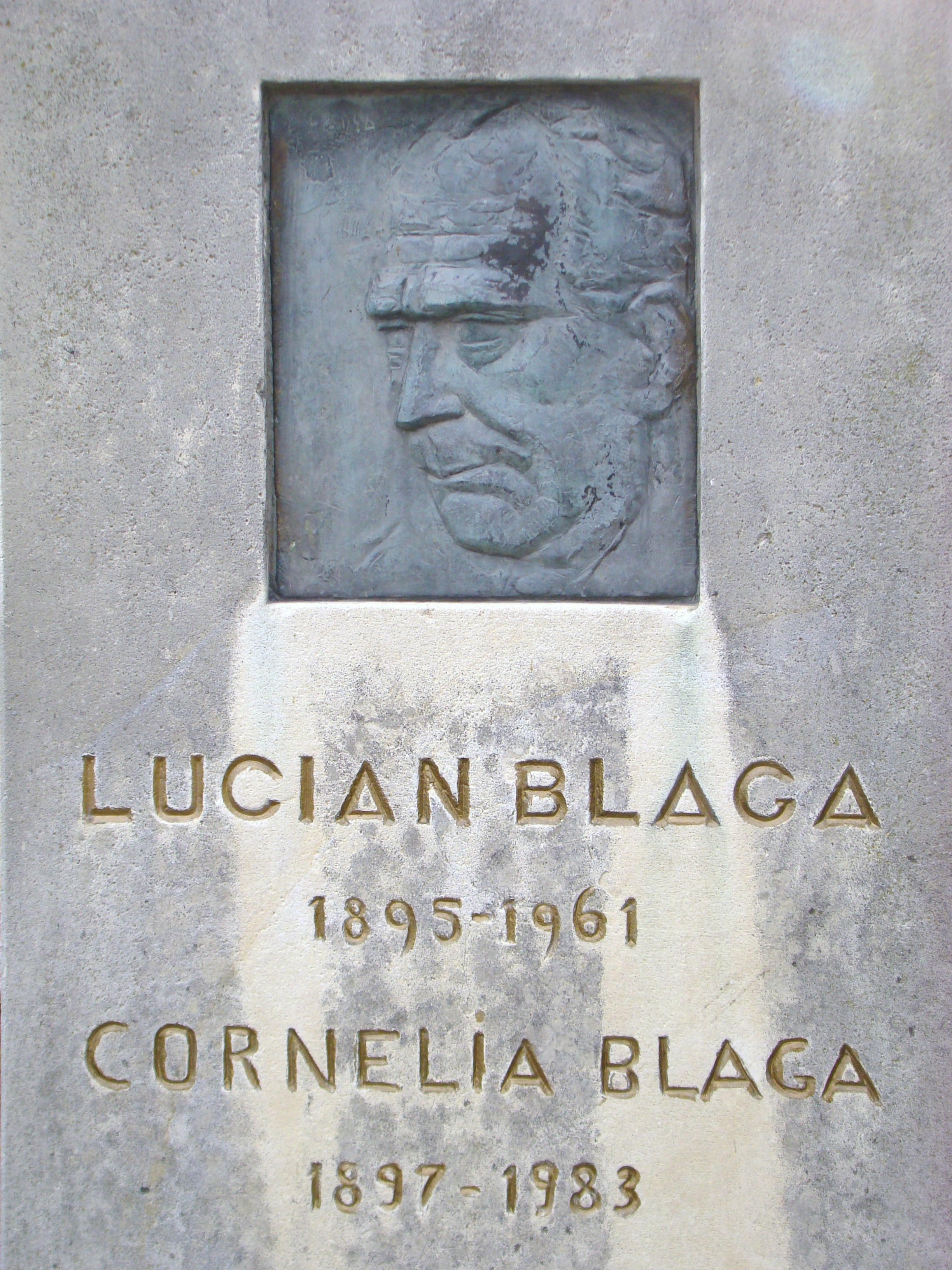
Mormântul lui Lucian Blaga